# Johan Sundstein
Johan Sundstein, pseud. N0tail (ur. 8 października 1993) – duński zawodowy gracz Dota 2 i kapitan drużyny OG. Był członkiem zespołu, który wygrał The International 2018 oraz cztery Dota Major Championships.

## Historia

### Heroes of Newerth
N0tail w wieku 15 lat spotkał Jaschę "NoVa" Markuse i Tal "Fly" Aizik w grze, gdzie postanowili zacząć grać razem. Trio stało się nieoficjalnym projektem pobocznym menedżera Fnatic, Danijela "StreeT" Remusa. Po zmianach w istniejącym składzie Fnatic Heroes of Newerth oraz występie N0taila i jego przyjaciół, grupa połączyła się z oryginalnymi graczami Fnatic, Henrikiem "FreshPro" Hansenem i Kalle "Trixi" Saarinenem. Wkrótce drużyna zaczęła osiągać zwycięstwa w turniejach online, zdobywając pierwsze zwycięstwo w turnieju LAN DreamHack Winter 2011. Wraz ze swoją drużyną Johan był w stanie zdobyć pierwsze miejsce w czterech kolejnych turniejach DreamHack.

### Dota 2
Z powodu malejącej aktywności na profesjonalnej scenie Heroes of Newerth, N0tail postanowił przenieść się do europejskiej drużyny Fnatic Doty 2 razem z Jaschą Markuse, Tal Aizik i Adrianem Kryeziu w dniu 30 marca 2012. Po ciężkim starcie w Docie, N0tail i jego zespół Fnatic.EU wygrał Thor Open LAN 9 grudnia 2012, Pokonując No Tidehunter, obecnie znany jako Alliance. Od kiedy Fnatic.EU wygrało LAN, przeważnie dominowali na scenie pro aż do The International 2013, w którym zajęli 7-8 miejsce po przegranej z drużyną Orange. Rok później, po tym, jak nie wygrał żadnych prestiżowych turniejów i zajął 13-14 miejsce w The International 2014, N0tail ogłosił, że wraz z Flyem opuszcza Fnatic, by stworzyć Team Secret, zapraszając Puppey, s4 i Kuroky do przyłączenia się. Po wielu dobrych wystąpieniach w pięciu turniejach, Puppey zdecydował się wyrzucić N0tail za Arteezy w ramach przygotowań do Dota 2 Asia Championships. N0tail zdecydował się dołączyć do Cloud9, zastępując Aui 2000. Po wielu rozczarowujących finiszach i 9-12 miejscu w The International 2015, Cloud9 rozwiązało drużynę. 28 sierpnia 2015 roku ogłoszono, że N0tail wraz ze swoim kolegą z drużyny Flyem, który również został wyrzucony z Team Secret, stworzyli drużynę Monkey Business, razem z Miracle-, MoonMeander, Cr1t-, Fly i N0tail. Po obiecujących występach Monkey Business zostało sponsorowane przez RedBull oraz zmienione na OG. W październiku 2018 po wygraniu The International 2018, nagrody pieniężne N0tail'a osiągnęły ponad 2 miliony dolarów. N0tail został także wpisany na listę Forbesa w kategorii gaming poniżej 30 lat.